# North Platte
North Platte és una població dels Estats Units a l'estat de Nebraska. Segons el cens del 2000 tenia 23.878 habitants.

## Demografia
Segons el cens del 2000, North Platte tenia 23.878 habitants, 9.944 habitatges, i 6.224 famílies. La densitat de població era de 880,5 habitants per km².
Dels 9.944 habitatges en un 31% hi vivien nens de menys de 18 anys, en un 49,8% hi vivien parelles casades, en un 9,6% dones solteres, i en un 37,4% no eren unitats familiars. En el 31,9% dels habitatges hi vivien persones soles el 13% de les quals corresponia a persones de 65 anys o més que vivien soles. El nombre mitjà de persones vivint en cada habitatge era de 2,34 i el nombre mitjà de persones que vivien en cada família era de 2,97.
Per edats la població es repartia de la següent manera: un 26% tenia menys de 18 anys, un 9,5% entre 18 i 24, un 26,8% entre 25 i 44, un 21,9% de 45 a 60 i un 15,8% 65 anys o més.
L'edat mediana era de 36 anys. Per cada 100 dones de 18 o més anys hi havia 90 homes.
La renda mediana per habitatge era de 34.181 $ i la renda mediana per família de 42.753 $. Els homes tenien una renda mediana de 36.445 $ mentre que les dones 20.157 $. La renda per capita de la població era de 18.306 $. Aproximadament el 7,8% de les famílies i el 10,5% de la població estaven per davall del llindar de pobresa.

## Poblacions més properes
El següent diagrama mostra les poblacions més properes.